# Iniciativa de Silvicultura Sostenible

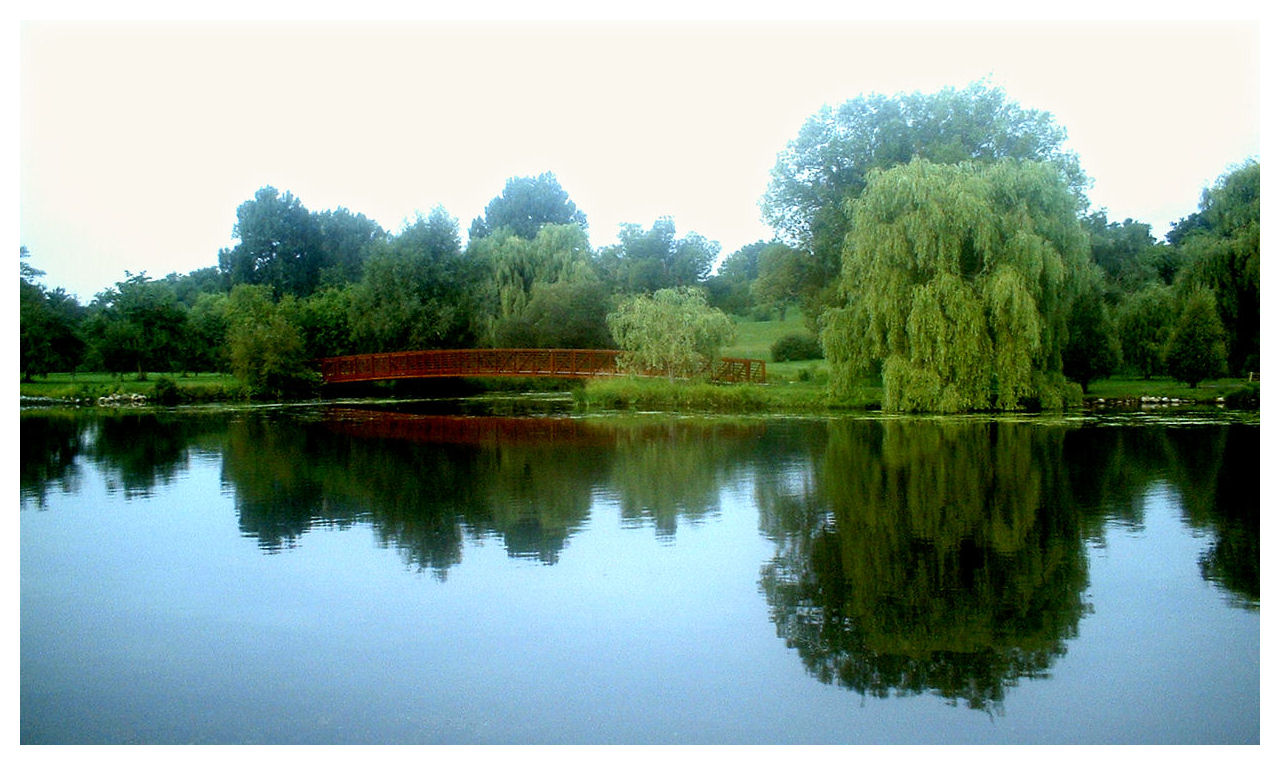
Bosque urbano en Ottawa, donde la Iniciativa de Silvicultura Sostenible tiene una de sus dos sedes.

La Iniciativa de Silvicultura Sostenible (SFI por sus siglas en inglés) es un estándar y programa norteamericano de certificación de bosque. La SFI (el estándar) está gestionada por SFI Inc., una organización sin ánimo de lucro. La Iniciativa de Silvicultura Sostenible es el mayor estándar de certificación forestal del mundo por el área que abarca. SFI Inc. tiene sedes en Ottawa (Canadá) y Washington D. C. (EE. UU.).
En 2005, el Programa para el Reconocimiento de Certificación Forestal (PEFC por sus siglas en inglés), que es el mayor sistema de certificaciones forestales del mundo, reconoció el estándar SFI.

## Programa SFI
El estándar SFI para la gestión forestal cubre valores clave como la protección de la biodiversidad, las especies en peligro y el hábitat de fauna y flora; niveles sostenibles de extracción (de madera u otros productos forestales); protección de la calidad del agua; y regeneración rápida (de las áreas del bosque que se han talado).  Un nuevo conjunto de estándares y reglas SFI 2015-2019 , desarrollado a través de un proceso de revisión abierto, entró en vigor el 1 de enero de 2015. Todas las certificaciones SFI requieren auditorías de terceros independientes, que son realizadas por organismos de certificación internacionalmente acreditados.
Los estándares SFI son revisados y actualizados cada cinco años para incorporar los últimos hallazgos científicos y para responder a nuevas preocupaciones. Como parte de este proceso, en 2013 y 2014, para recibir comentarios a los estándares, se abrieron 2 períodos de 60 días y se organizaron 12 talleres en Estados Unidos y Canadá. Se invitó a aproximadamente 10 000 actores para aportar comentarios. Entre los participantes se encontraban propietarios de terrenos públicos y privados, representantes del sector forestal, pueblos indígenas, ecologistas, industriales, estudiosos y funcionarios. 
En cada etapa del proceso de revisión el Panel de Revisión Externa SFI (un grupo de expertos independientes que representan a organizaciones ecologistas, profesionales, académicas y públicas, cercanas el área de actuación de SFI, Inc.) proporcionó supervisión independiente. Este panel revisó cada comentario público aportado para asegurar que todos se consideraban, y para garantizar que el proceso de revisión del estándar era transparente, objetivo y creíble. Las respuestas a los comentarios se publican en la sede electrónica de SFI, Inc.
El programa SFI solo certifica tierras en los Estados Unidos y Canadá. Todos los que participan en este programa deben cumplir todas las leyes aplicables. Para las fuentes (de productos forestales) fuera de estos dos países, donde pueden no existir leyes forestales eficaces, los participantes deben evitar suministros ilegales o controvertidos. El programa SFI apoya las actividades de expertos internacionales para encontrar maneras de abordar el problema de la tala ilegal y es miembro de la Alianza para la Legalidad Forestal, organismo internacional que reúne a múltiples actores.
El estándar SFI 2015-2019 para aprovisionamiento de fibra (que en este caso se refiere a la celulosa, no a otras fibras, como la alimentaria o el algodón) promueve prácticas de silvicultura responsable basadas en 14 principios, 13 objetivos, 21 medidas de rendimiento y 55 Indicadores que se dirigen al 90 % de los bosques del mundo que no está certificado. Este estándar se diferencia de cualquier otro programa de certificación forestal en que impone requisitos de obligado cumplimiento para el aprovisionamiento responsable de toda fibra, incluso si procede de tierra no certificada. Estos requisitos incluyen medidas para proteger la biodiversidad, utilizar las mejores prácticas de gestión para proteger la calidad del agua, y utilizar los servicios de gestores y leñadores profesionales. Debido a que este estándar fija cómo los participantes deben suministrarse fibra de tierras no certificadas, sus partidarios sostienen que promueve la extensión de prácticas de silvicultura responsable.
La SFI ha certificado más de 285 millones de acres (115 millones de hectáreas) en los Estados Unidos y Canadá. A finales de octubre de 2010, SFI había emitido 959 certificaciones de cadena de custodia en 2 339 ubicaciones.  Según las Naciones Unidas, SFI era la organización de certificación de cadenas de custodia que más rápido crecía en 2008.
La junta de directores que gobierna el programa SFI tiene 3 cámaras que reconocen igualmente los sectores económico, medioambiental y social. Los directores incluyen representantes ecologistas, profesionales, académicos, madereros independientes, familias propietarias de bosques, funcionarios, sindicalistas e industriales.

## Revisiones y comparaciones

### Revisiones por terceras partes
La Comisión Económica de las Naciones Unidas para Europa y la Organización de las Naciones Unidas para la Alimentación y la Agricultura (conocida por sus siglas en inglés FAO), en su Revisión anual de productos forestales 2009-2010, dice: «Con los años, muchos de los aspectos en que diferían los sistemas (de certificación) los sistemas se han vuelto mucho menos distintos. Los mayores sistemas de certificación ahora generalmente tienen los mismos requisitos estructurales y programáticos.»
Dovetail Partners Inc., en su Certificación forestal 2010: un Informe de situación, afirma: "las diferencias anteriores entre programas de certificación forestal se han reducido mucho ... Cada programa generalmente tiene los mismos requisitos estructurales, a pesar de que el contenido requerido y el nivel de detalle puede variar considerablemente."
Se considera a la SFI menos estricta que el Consejo de Administración Forestal (FSC por sus siglas en inglés). Por ejemplo, la SFI permite más plantaciones de árboles (no confundir con el plantado de árboles; una plantación es un modo determinado de plantar los árboles) y no requiere planes de conservación o consultas con actores locales o indígenas (excepto para terrenos públicos).
La SFI tiene una valoración inferior al FSC, por ejemplo, en los informes de consumo “Greener Choices”, o "Green America". Otros valoran SFI, PEFC y FSC igualmente: TerraChoice (parte de la red mundial de la consultora de certificación Underwriters Laboratories) en su informe de 2010 (y también en el de 2009) sobre intentos de lavado de cara por parte de industrias dañinas para el medio ambiente (greenwashing, traducido a veces por "ecoblanqueamiento"), sitúa el SFI/PEFC y FSC en el segundo tercio de su lista de estándares y certificaciones medioambientales "legítimos". Lo mismo hace EcoLogo, etiqueta medioambiental canadiense.
La Asociación Nacional Estadounidense de Ingenieros de Montes (foresters), en una declaración sobre políticas de certificación forestal adoptada por resolución de 2008, afirma que «Si bien ATFS (siglas en inglés del sistema norteamericano de plantaciones de árboles), FSC y SFI incluyen, de diferentes maneras, los elementos fundamentales de credibilidad y contribuyen positivamente a la sostenibilidad de los bosques... ningún programa de certificación puede proclamarse creíblemente como el mejor, y ninguno que se promocione como la única opción de certificación puede mantener su credibilidad.»

### Consejo de la Construcción Ecológica
El 5 de abril de 2016 el Consejo de la Construcción Ecológica de Estados Unidos (USGBC por sus siglas en inglés) publicó un documento de liderazgo en diseño ambiental y energéticamente eficiente (LEED por sus siglas en inglés) que contiene una ruta alternativa de trazabilidad (ACP por sus siglas en inglés) diseñada para excluir a los productos forestales ilegales de los edificios LEED. Esta ACP está siendo testada actualmente, pero se convertirá en un prerrequisito que se aplique a todos los proyectos LEED. Al ser la ACP un proyecto piloto, necesita un voto afirmativo de los miembros del USGBC para incorporarse permanentemente al estándar LEED. La ACP reconoce todas las certificaciones —FSC, PEFC, SFI y ATFS— y programas. Se aplicará a todos los sistemas LEED de calificación v4, incluidas casas y todos los de 2009.
La ACP categoriza los diferentes estándares de certificación forestal basados en el estándar ASTM D7612-10 (2015), que se titula «Categorización de productos de madera y basados en madera de acuerdo con la procedencia de su fibra». La ASTM (conocida en español por sus siglas inglesas, que lo son de las palabras American Society for Testing and Materials) es un reconocido líder mundial en el desarrollo y publicación de estándares voluntarios consensuados.
Otras herramientas de construcción ecológica, incluidos 2 estándares ANSI (conocida en español por sus siglas inglesas, que lo son de las palabras American National Standards Institute) de calificación en EE. UU. —ANSI-ICC 700-2008: Estándar nacional de construcción ecológica y ANSI/GBI 01-2010: Protocolo de valoración de construcción ecológica para edificios comerciales (anteriormente denominado Green Globes U.S.)—, y las organizaciones de certificación Green Building Initiative y Built Green Canada reconocen los productos forestales certificados por terceros creíbles como la SFI.

### Organizaciones ecologistas
El programa SFI es apoyado por organizaciones como Conservation International, American Bird Conservancy, Ducks Unlimited y The Conservation Fund (que está presente en el consejo de SFI, Inc.).
Al contrario que la SFI, la FSC tenía entre sus fundadores a organizaciones como Greenpeace. La estadounidense National Wildlife Federation y el Fondo Mundial para la Naturaleza (conocido en español por sus siglas inglesas WWF) están actualmente presentes en el consejo de la FSC. El Sierra Club solo apoya la FSC.

## Críticas a la SFI

### Prácticas de mercadotecnia
El 9 de septiembre de 2009, el Centro de leyes forestales de Washington, a petición del grupo ecologista ForestEthics (nombre antiguo; actualmente esta organización se denomina Stand.earth), presentó una denuncia contra SFI, Inc., ante la Comisión Federal de Comercio. and el Servicio de Impuestos Internos, la agencia tributaria norteamericana, muy conocida por sus siglas inglesas, IRS. En la denuncia se acusa a SFI, Inc., de despistar a los consumidores con prácticas comerciales engañosas. La denuncia cita varios aspectos de SFI, Inc.: su afirmación de que es una organización "independiente" sin ánimo de lucro, su dependencia financiera de la industria maderera y la vaguedad de sus estándares medioambientales, que permiten a un propietario de tierras obtener una certificación SFI simplemente cumpliendo la legislación aplicable en su estado. La denuncia cita a la certificación SFI como un ejemplo de ecoblanqueamiento. En 2013 el Centro de leyes forestales presentó una segunda denuncia.
La página de la Wikipedia inglesa, sin citar referencias, afirma que «Tanto la Comisión como el IRS investigaron la denuncia y la hallaron infundada. Ninguno de los dos organismos emprendió acciones posteriores.» Google no muestra en qué acabó esta denuncia. Christine MacDonald la enmarca en una feroz batalla legal de organizaciones ecologistas contra intentos de ecoblanqueamiento, e incluso de las entidades de certificación entre sí, acusándose de prácticas monopolísticas.

### Conflicto de intereses
La citada denuncia solicitaba que se examinara el estatus de SFI, Inc., como organización sin ánimo de lucro, basándose en el hecho de que beneficia los intereses privados de los terratenientes corporativos en vez del interés público, así como en que el 80 % de su financiación proviene de la industria maderera y papelera. La denuncia asevera que, al servir a los intereses privados de empresas madereras y papeleras que quieren una imagen "verde", se ha concedido indebidamente a SFI, Inc., un estatus de organización sin ánimo de lucro reservado a entidades de beneficencia.
La página de la Wikipedia inglesa, sin citar referencias, afirma que «El IRS investigó la denuncia y examinó detalladamente el estatus de SFI, Inc. Concluyó que era apropiado y que no requería acciones suplementarias.» Google no muestra en qué acabó esta denuncia, ni tampoco la sede electrónica del IRS muestra resultados pertinentes al buscar SFI.

### Denuncia del Sierra Club
El Sierra Club presentó una denuncia formal contra la SFI alegando que la maderera Weyerhaeuser había talado arriesgada e irresponsablemente los árboles de laderas empinadas, dando así lugar a 1 259 corrimientos de tierras en 2007 en sus terrenos del estado de Washington certificados por SFI. Cuestionando las alegaciones de "independencia" y "rigurosas auditorías" de SFI, Inc., el Sierra Club pidió que se revocara la certificación SFI a Weyerhaeuser.
La página de la Wikipedia inglesa, sin citar referencias, afirma que «Un estudio de los corrimientos de tierra revisado por pares concluyó que fueron el resultado de condiciones meteorológicas extremas, como lluvias torrenciales, y no del talado de laderas empinadas.» Los corrimientos se dieron en laderas taladas y no taladas, pero los estudios muestran que el talado (y los caminos forestales que se abren para realizarlo) incrementa enormemente el riesgo de corrimientos.